# Национальный археологический музей Венеции
Национальный археологический музей Венеции (итал. Il Museo archeologico nazionale di Venezia) — государственный музей, посвящённый археологии и истории античного искусства, расположенный в здании Новых прокураций (Procuratie Nuove) на южной стороне площади Сан-Марко. В музее хранятся археологические находки, шедевры древнегреческой скульптуры V—IV веков до нашей эры, скульптурные портреты римской эпохи, рельефы, эпиграфика, изделия из керамики, слоновой кости, ювелирные украшения с драгоценными камнями и нумизматическая коллекция. Собрание музея является результатом коллекционирования нескольких поколений выдающихся венецианцев, заботившихся о процветании и славе родного города.
С декабря 2014 года Музей находится в ведомстве Министерства культурного наследия и деятельности и входит в Музейный комплекс Венето (Polo museale del Veneto), который с декабря 2019 года получил название Регионального управления музеев (Direzione regionale Musei).

## История
Национальный археологический музей возник в XVI столетии благодаря пожертвованиям выдающихся коллекционеров из знатных венецианских семей.
Строительство здания Новых Прокураций (Procuratie Nuove) с южной стороны площади Сан-Марко началось в 1583 году по проекту архитектора Винченцо Скамоцци, на территории приюта Орсеоло (Ospizio Orseolo) и некоторых зданий, которые достигали высоты колокольни Сан-Марко. Новое здание было совмещено с северным фасадом библиотеки Сансовино и объединено аналогичным композиционным решением: рядом «римских архитектурных ячеек», подобных элементам фасадов и здания библиотеки, и Старых прокураций, расположенных напротив через площадь Сан-Марко. Строительство, прерванное в 1616 году из-за смерти Скамоцци, было завершено в 1640 году архитектором Бальдассарре Лонгеной.
Во времена Италийского королевства здание использовалось как Королевский дворец; функция, которую здание сохраняло при семье Савойя с 1866 по 1946 год. Ныне в здании Новых прокураций размещаются часть экспозиции музея Коррер (верхний этаж), музей Рисорджименто (Объединения Италии), Археологический музей, Управление гражданских музеев и часть Национальной библиотеки Марчиана. В лоджиях первого этажа располагаются торговые лавки и знаменитое кафе «Флориан», основанное в XVIII в.

### Коллекции Гримани
В 1523 году кардинал Доменико Гримани, известный меценат и собиратель произведений искусства, завещал Венецианской республике часть античных скульптур из своей коллекции. Джованни Гримани, племянник кардинала, начиная с 1563 года, посвятил себя расширению и украшению комнат семейного дворца — Палаццо Гримани ди Санта-Мария-Формоза в районе Кастелло с целью создания подходящей обстановки для размещения собственной коллекции. Собрание находилось на первом этаже здания: в центральном зале — около двухсот греческих и римских статуй. В коллекцию вошли скульптуры из римских владений семьи, археологических изысканий в Терраферме (материковой Венеции), на побережье Истрии, а также древние скульптуры из Греции. В 1587 году эта коллекция была также подарена Венецианской республике, а 3 февраля того же года коллегия сенаторов по согласованию с Джованни Гримани постановила, что все «мраморы Гримани» (marmi Grimani) будут помещены в вестибюле библиотеки Марчиана.
В 1593 году, после смерти Джованни Гримани сенаторы республики поручили позаботиться о подготовке коллекции прокуратору Сан-Марко Федерико Контарини. Последний, рассчитывая на Совет Десяти и договорившись с некоторыми из племянников патриарха, решил оставить одни скульптуры в Палаццо Гримани, а другие перевезти в «Публичный музей статуй» (Statuario pubblico). Этот план был завершён в 1596 году, в том числе благодаря некоторым пожертвованиям самого Федерико Контарини.
В дальнейшем собрание музея пополнялось за счёт других пожертвований. В 1811 году дальнейшие дарения увеличили количество экспонатов до такой степени, что некоторые из них пришлось выставить во Дворце дожей.
Во время Первой мировой войны произведения искусства, находившиеся во Дворце дожей, были перевезены во Флоренцию, позднее возвращены в Венецию между 1919 и 1920 годами. На протяжении XX века количество экспонатов продолжало увеличиваться.

## Экспозиция в здании Новых прокураций
В зале I Национального археологического музея демонстрируются образцы античной эпиграфики и письменные документы, в том числе некоторые указы, принадлежащие городам острова Крит, и надгробные рельефы, скульптурные портреты римской эпохи. В зале II выставлена нумизматическая коллекция музея, насчитывающая более 9000 экземпляров монет от греческого до византийского периода. В зале III хранятся римские реплики древнегреческих статуй первой половины V в. до н. э., в том числе римская копия головы Гермеса, относящаяся к школе скульптора Агоракрита, голова коры, относящаяся к школе скульптора Каламида, статуэтка Артемиды I в. до н. э., голова которой реконструирована в гипсе по образцу копии помпейского века, и две кариатиды, одна из которых происходит с острова Церес.
В зале IV находятся греческие оригиналы скульптуры классической эпохи (конец V — первая половина IV в. до н. э.), в основном вдохновлённые школой Фидия, принадлежащие к собраниям Джованни Гримани и Федерико Контарини и происходящие из разных мест островов Эгейского моря (Греция, Крит, Малая Азия). Среди них статуи пеплофоров («носителей пеплоса»). Возможно, из греческого святилища в Аттике происходят две статуи Деметры аттического производства (перв. пол. IV в. до н. э.), по типу статуи, приписываемой Кефисодоту Старшему, статуя коры ионийской школы (нач. IV в. до н.э), известная как «Abbondanza Grimani».
В зале V представлены римские копии греческих скульптур V—IV вв. до н. э., в том числе копии Афины Кресилы и Аполлона Ликея Праксителя, копия головы Мелеагра школы Скопаса и головы Диониса школы Лисиппа. Есть также две головы Афины (она из них изображает голову Афины Парфенос работы Фидия без шлема) и многое другое.
Зал VI посвящён творчеству скульптора Лисиппа и образцам эллинистической скульптуры. В центре зала находится так называемый «Алтарь Гримани», возможно, постамент культовой статуи периода правления Октавиана Августа, украшенный рельефными изображениями сатиров и менад, а также лепниной и растительными орнаментами.
В зале VII находятся артефакты бронзового и железного веков (V век до н. э. — III век), найденные в районе Тревизо. В витринах выставлены драгоценные камни и камеи, часть нумизматической коллекции с греческими монетами из Далмации и римскими монетами из республиканского Рима; погребальная стела Лисандра из Смирны, датируемая примерно II веком до нашей эры.
В зале VIII находятся римские копии эллинистических скульптур, в том числе с оригиналов из Пергама, датируемые III и II веками до нашей эры, статуи, изображающие Эроса и Психею, гермафродита и сатиров, статуя музы, оригинал II века до нашей эры, происходящая из Малой Азии, в эпоху Возрождения преобразованная в «Клеопатру».
В зале IX экспонируются скульптурные портреты римской эпохи. Галерея римских портретов продолжается в комнате X (так называемые Бальбино, молодой Каракалла, Филипп, Луций Вер и женские портреты, в том числе две дамы эпохи Флавиев и Плавтилла).
В зале XI демонстрируется коллекция саркофагов, в том числе часть украшенного гирляндами экземпляра с изображением «Похищения Прозерпины». В комнатах XIII и XIV находятся римские погребальные памятники, урны и алтари. К ним относятся надгробный рельеф, изображающий историю аргосских братьев Клеобиса и Битона (середина II века), и двойная погребальная урна, украшенная рельефными фестонами и сфинксами. В других залах и коридорах — образцы раннехристианских рельефов, античные расписные сосуды чёрнофигурного и краснофигурного стилей, археологические находки, в том числе из Древнего Египта и стран Ближнего Востока.

## Галерея
- Первый коридор музея
- Статуэтка писца с иероглифической надписью на основании. Древний Египет. XII-XIII династии (ок.1933-1640 гг. до н.э.). Гранит
- Портрет императора Каракаллы. 200-215. Мрамор
- Мозаика
- Статуя Артемиды. Середина I в. н.э. Неоаттическая школа. Мрамор
- Пеплофора. Аттика. Конец V в.  до н.э. Мрамор
- Жрица. IV в. до н.э. Позднейшие добавления. Мрамор
- Дионис и сатир. Римская копия оригинала афинской школы. Вт. пол. II в. до н. э. Мрамор
- Падающий галл. Римская копия греческого оригинала из Пергама. Конец III – середина II в. до н. э. Мрамор
- Мёртвый галл. Римская копия греческого оригинала из Пергама. Конец III – середина II в. до н. э. Мрамор
- «Алтарь Гримани». I в. н. э. Мрамор
- «Алтарь Гримани». Деталь
- Митра убивающий быка. Вт. пол. II в. н.э. Из раскопок в Риме. Мрамор
- Посейдон с дельфином. I в. до н.э. Бронза
- Погребальная урна. Перв. пол. II в. Мрамор